# Штакельберг, Оттон Оттонович
Граф Штакельберг Оттон Оттонович (1838—1882) — генерал-майор свиты Его Императорского Величества.

## Биография
Родился в 1838 году.
По окончании Николаевском кавалерийском училище, 18 июля 1857 года он был произведён в корнеты и начал свою службу в лейб-гвардии Уланском полку. Участвовал в подавлении польского восстания 1863 года. Большие связи в высшем военном мире, строгая исполнительность и образцовое знание службы быстро делали его служебную карьеру. Десять лет спустя, он был уже ротмистром и командиром 4-го эскадрона того же лейб-гвардии Уланского полка, а в 1869 году был пожалован в звание флигель-адъютанта, с оставлением при исполнении своей должности. Вскоре после того Штакельберг был произведён в полковники и назначен заведующим хозяйством, а потом командиром дивизиона.
Прослужив в лейб-гвардии Уланском полку почти двадцать лет, Штакельберг в 1876 году стал просить о переводе его в свиту Его Императорского Величества. Причиной, побудившей его подать эту просьбу, была давняя болезнь сердца, которая усиливалась от строевой службы в кавалерийском полку. Желание его было исполнено, он был отчислен от фронта и назначен в свиту, но уже в апреле 1877 года по собственной просьбе был направлен в действующую армию с назначением состоять при главной квартире, а в августе того же года был назначен командиром Мариупольского гусарского полка, который находился в составе войск, осаждавших Плевну.
За отличия, оказанные при осаде и взятии Плевны и вообще во время этой войны, Штакельберг был награждён орденом Св. Владимира 3-й степени с мечами и в 1878 году произведён в генерал-майоры с зачислением в свиту Е. И. В. Однако, уже в том же году, вследствие все усиливавшейся болезни сердца, он снова просил об увольнении от занимаемой им должности бригадного генерала и опять зачислен был в свиту Е. И. В., причём зачислен также и в списки Мариупольского гусарского полка. В следующем году Штакельберг вместе с некоторыми другими членами Свиты был командирован, по Высочайшему повелению, в Ветлянку для принятия мер и содействия к прекращению эпидемии, по окончании которой снова вернулся в Петербург, причём за успешное выполнение этого поручения, ему объявлено было Высочайшее благоволение.
Скончался от разрыва сердца в Дерпте 5 (17) января 1882 года..